# Panorpa communis
Panorpa communis је инсект из реда шкорпијских мува - Mecoptera, и породице Panorpidae.

## Дистрибуција
Ово је широко распрострањена врста у Европи, а насељава и делове Азије (углавном север). У Србији је честа и среће се у већем делу земље. Насељава шумска станишта.

## Опис
Дужина тела је од 10 до 15 мм, док је распон крила 27-33. Карактеристика ове, и свих врста из рода Panorpa је карактеристичан облик мушког гениталног апарата, који подсећа на реп шкорпије. То је и одличан карактер за разликовање врста међу шкорпијским мувама. Предатори су и хране се другим инсектима, или краду плен из паукових мрежа. Имаго ове врсте активан је од априла до октобра.

## Галерија
- мужјак
- женка
- гениталија мужјака

## Синоними
- Panorpa communis subsp. aperta Lacroix, 1914
- Panorpa communis subsp. diffinis McLachlan, 1869
- Panorpa communis subsp. radiata Lacroix, 1913
- Panorpa communis subsp. secreta Lacroix, 1914
- Panorpa diffinis MacLachlan, 1869
- Panorpa raehlei Willmann, 1976
- Panorpa vulgaris Imhoff & Labram, 1845